# 叢書文化の現在
叢書文化の現在（そうしょぶんかのげんざい）は大江健三郎、中村雄二郎、山口昌男が編集代表をつとめて、1980年から1982年に岩波書店から刊行された論集である。

## 概要
1970年代半ばから1980年前後にかけて、構造主義・ポスト構造主義の日本への受容にともない、その影響を受けた思潮が、雑誌『現代思想』『ユリイカ』などを拠点にして、脱領域的、学際的に展開されて、現代思想ブームを生んだ。
現代思想の論者の一部らは、岩波書店の月刊誌『世界』のアレンジにより学者や文化人の会合「例の会」（磯崎新、一柳慧、井上ひさし、大江健三郎、大岡信、清水徹、鈴木忠志、高橋康也、武満徹、東野芳明、中村雄二郎、原広司、山口昌男、吉田喜重、渡邊守章）を組織する。
この会合で、協同的に学問と芸術を架橋し新しい文化のあり方を探る議論を行ったことが出版企画され、大塚信一（岩波書店編集者）が全体の構成を担当し『叢書文化の現在』全一三巻（編者代表は大江健三郎、中村雄二郎、山口昌男、1980～82年）が刊行された。
1980年代前半から半ばの、浅田彰・中沢新一によるニューアカデミズム・ブームの興隆により、1984年に季刊『へるめす』創刊となった。

## 構成
全13巻で、以下の構成である。
- 1.言葉と世界
  - 小説の言葉（大江健三郎）／退嬰（唐十郎）／色と糸と織と 六通の手紙（志村ふくみ）／音とことばの多層性（武満徹）／実作のカタログ（谷川俊太郎）／言葉の生れる場所（大岡信）
- 2.身体の宇宙性
  - 身体・家・都市・宇宙（市川浩）／眼球のなかのマンダラ（杉浦康平）／身体の政治学（多木浩二）／イロニーとしての身体性（別役実）／劇場の身体 身体の劇場（渡辺守章）／身体の虚と実（磯崎新）
- 3.見える家と見えない家
  - 火から遠い沈黙（清水邦夫）／〈ホーム〉というドラマ（高橋康也）／動物における家と空間（日高敏隆）／制度と空間（布野修司）／家のフォークロア（宮田登）／家（ヤ）と家（イエ）（鈴木忠志）
- 4.中心と周縁
  - 小説の周縁（大江健三郎）／創造的環境とはなにか 中心は周縁 周縁は中心（大岡信）／上海と八月九日（林京子）／獄舎のユートピア（前田愛）／京都幻像 ある小宇宙（横井清）／周縁がはらむ想像力（吉田喜重）
- 5.老若の軸・男女の軸
  - 老＝若・男＝女の対称性（井上ひさし）／元型としての老若男女（河合隼雄）／集団は経験を継承できるか（鈴木忠志）／原理としての〈子供〉から〈女性〉へ（中村雄二郎）／老若男女は学びあえるか（原ひろ子）／逆位の眼差し	人間の同義反復（吉田喜重）／老若男女という問題 その表層と深層（中村雄二郎）
- 6.生と死の弁証
  - 蟬と筋ジストロフィーの少年へ（安野光雅）／人間の一生 その文化人類学的考察（岩田慶治）／現在、人として学ぶべきこと（大西赤人）／死刑囚との対話 『宣告』ノートより（加賀乙彦）／痛みと死と（河野博臣）／情熱と憂鬱 シャトーブリアン『ルネ』における＜病い＞の解読（富永茂樹）／魔女ランダ考（中村雄二郎）／死の前での平等（井上ひさし）
- 7.時間を探検する
  - 境界の時間（青木保）／音楽における時間と空間（一柳慧）／軽演劇の時間（井上ひさし）／形の記憶と共同体（宇佐美圭司）／ふたつの時間のはざまで 新しい世紀末に（清水徹）／場面を待つ（原広司）
- 8.交換と媒介
  - オイルの巫女 ガリバー君との対話（木村恒久）／生と死の交換（栗本慎一郎）／中世の笑い 狂言のテキスト分析（篠田浩一郎）／贋金の作り方 あるいは演劇の一分野としての経済学（種村季弘）／トリックという名のディプロマシー（松田道弘）／媒体としての数学（森毅）／交換と媒介の磁場（山口昌男）／極薄物考（東野芳明）
- 9.美の再定義
  - 凝縮への眼差し（一柳慧）／Ｉｔ’ｓ　ｂｅａｕｔｉｆｕｌ！は「うつくしい」か	（大岡信 ）／美に関する手紙（杉本秀太郎）／抽象芸術と抽象の世界（高松次郎）／〈美〉の再定義（東野芳明）／伝統を生きる（三宅一生）／「美の再定義」へ	（武満徹）
- 10.書物‐世界の隠喩
  - 世界設計としてのタイポグラフィ（小野二郎）／隠喩と諷喩と書物（佐藤信夫）／書物の形而下学と形而上学（清水徹）／商品としての教養（筒井康隆）／もうひとつの世界	場の創造（津村喬）／イコンと化した書物 本をめぐって（鶴見俊輔）／書物になった男	 忘却か、解読か（寺山修司）／書物という名の劇場（山口昌男）
- 11.歓ばしき学問
  - 民衆本『ウーレンシュピーゲル』を読む（阿部謹也）／ロマン主義を超えて 社会学の三つの問題（作田啓一）／演劇的知とはなにか 知の新しい範型を求めて（中村雄二郎）／表現と学問のあいだ（原広司）／自己の解体と変革（村上陽一郎）／これをしも、人は「酸っぱき葡萄」と腐ささんか？（渡辺慧）／オイディプース開眼？（高橋康也）
- 12.仕掛けとしての政治
  - フィクションとしての民族国家（いいだもも）／ベリヤの引出し（大室幹雄）／歴史・政治・狂気（小田晋）／見える政治と見えない政治（神島二郎）／政治の象徴人類学へ向けて（山口昌男）／ 政治死の生首と「生命の樹」（大江健三郎）
- 13.文化の活性化
  - 示唆する者としてのかりそめの役割（大江健三郎）／「ふれる」ことについてのノート（坂部恵）／芸術家とパトロン 近代芸術の社会学序論（高階秀爾）／世間のなかの「小説」（富岡多恵子）／ドラマティズムについて 演劇モデルの可能性（中村雄二郎）／根源的パーフォーマンス	（山口昌男）／共同性の夢？ 私たちはどこに住むか（渡辺武信）／劇場の思考（渡辺守章）